# Krasnohirske, Huleaipole
Krasnohirske (în ucraineană Красногірське) este un sat în comuna Uspenivka din raionul Huleaipole, regiunea Zaporijjea, Ucraina.

## Demografie
Componența lingvistică a localității Krasnohirske
     Ucraineană (100%)
Conform recensământului din 2001, toată populația localității Krasnohirske era vorbitoare de ucraineană (100%).